# Sak yant

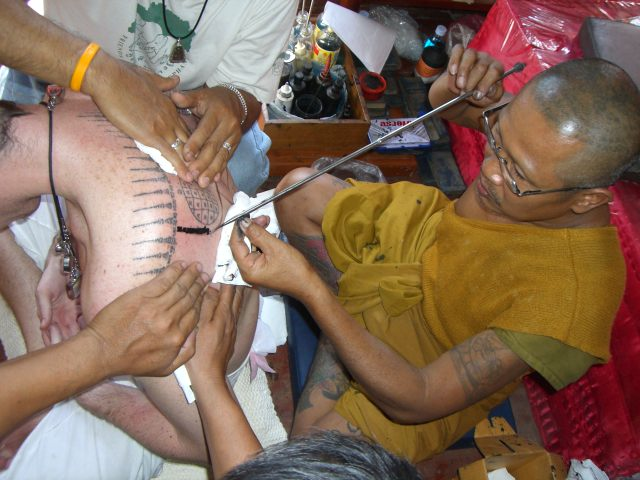
Het plaatsen van een sak yant wordt door monniken gedaan met een bamboestok of metalen pen.

Een sak yant (yantra-tatoeage, Thai : สักยันต์, Khmer: សាក់ យ័ ន្ត, Tibetaans: Tsatsa) is een tatoeage die door monniken wordt aangebracht en wat geldt als een soort initiatie in het boeddhisme.
- sak betekent tap
- yant (afgeleid van het Sanskriet woord yantra) betekent "heilig geometrisch ontwerp".

Hoewel deze tatoeagevorm beoefend wordt in Zuidoost-Aziatische landen, waaronder Cambodja , Laos, Myanmar, Vietnam en Thailand ligt de bron van deze vorm bij de Chinese boeddhisten in Singapore. Sak yants worden doorgaans getatoeëerd door wicha, (magische) beroepsbeoefenaren en boeddhistische monniken en worden traditioneel uitgevoerd door met een lange bamboe stok met een geslepen punt (mai sak) of met een lange metalen pin (khem Sak).

## Gebruik

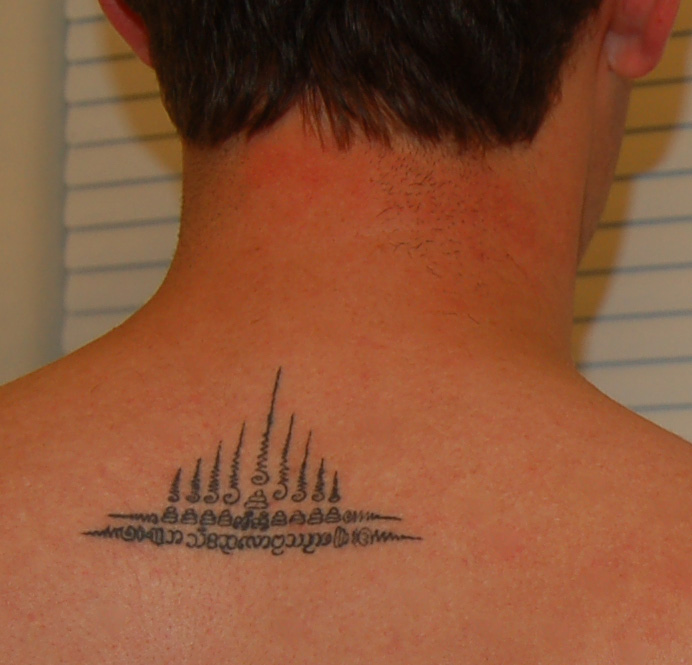
Een sak yant in de nek.

De vormen die gebruikt worden bij deze tatoeages liggen vastgelegd in oude Khmer- en Paliteksten. Verschillende leraren hebben toevoegingen gepleegd, nadat zij in hun meditaties beelden hebben gezien en deze gingen gebruiken als vorm.
In de kum nye wordt de sak yant ook als tsatsa-zegel of -stempel gebruikt. Deze stempel is vergelijkbaar met een diploma of een certificaat ter erkenning dat een bepaalde graad binnen het tantrisch boeddhisme is behaald.
Deze stempels worden doorgaans in kleitabletten uitgesneden, hoewel ook stempels van hout, keramiek en metaal bekend zijn. Ze worden ook als tatoeage in de nek geplaatst en bestaan uit drie onderdelen:
1. de onderste laag is altijd een tekst met daarin de term kum nye en de naam van de leerling voor wie de stempel bedoeld is
2. de middelste laag is het symbool uitgekozen door de leraar van de leerling
3. de bovenste laag is het symbool van de leraar van de leerling

Tegenwoordig worden deze tatoeages ook aan westerlingen gegeven.